# امغدين (أهل الصليب)
امغدين هو دُوَّار يقع بجماعة الزريزر، إقليم تاونات، جهة فاس مكناس في المملكة المغربية. ينتمي الدوّار لمشيخة أهل الصليب التي تضم 4 دواوير. يقدر عدد سكانه بـ 1214 نسمة حسب الإحصاء الرسمي للسكان والسكنى لسنة 2004.

## روابط خارجية
- البوابة الوطنية للجماعات الترابية
- المندوبية السامية للتخطيط